# Elecciones federales de México de 2024 en Sonora
Las Elecciones federales en Sonora de 2024 se llevaran a cabo el domingo 2 de junio de 2024, renovándose los titulares de los siguientes cargos de elección popular:
Diputados Federales de Sonora: 7 Electos por mayoría relativa elegidos en cada uno de los Distritos electorales, mientras otros son elegidos mediante representación proporcional. 
Senadores por Sonora: 2 Electos por mayoría relativa y uno por representación proporcional

## Organización
Los partidos políticos que participarán en esta elección son los 7 que cuentan con registro ante el INE: Parti; no participan los partidos políticos locales. Las personas que aspiren a una candidatura independiente, deberán notificar al INE antes del 21 y 29 de septiembre para senaduría y diputaciones, respectivamente.
|                                        |                       |
| Distrito                               | Cabecera              |
| Distrito electoral federal 1 de Sonora | San Luis Río Colorado |
| Distrito electoral federal 2 de Sonora | Nogales               |
| Distrito electoral federal 3 de Sonora | Hermosillo            |
| Distrito electoral federal 4 de Sonora | Guaymas               |
| Distrito electoral federal 5 de Sonora | Hermosillo            |
| Distrito electoral federal 6 de Sonora | Ciudad Obregón        |
| Distrito electoral federal 7 de Sonora | Navojoa               |

## Precandidaturas y coaliciones

### Sigamos Haciendo HIstoria
Los partidos Morena, Verde Ecologista de México y Del Trabajo, confirmaron que participarían en coalición bajo el nombre "Sigamos Haciendo Historia". El día 15 de febrero fueron confirmados los nombres de quienes serán candidatos a las diputaciones federales, mediante un comunicado.Posteriormente, el PT modificó la postulación y designó a Froylán Gámez Gamboa, como su candidato.

### Movimiento Ciudadano
El partido anunció el 5 de febrero quienes contendrán por el Senado, siendo Ernesto de Lucas Hopkins y María Dolores Rosas Almada los elegidos.

### Fuerza y Corazón por México
Por parte del PRI y el PAN, Manlio Fabio Beltrones y Lilly Téllez se inscribieron como fórmula para el Senado.

## Elecciones

#### Distrito federal I (San Luis Río Colorado)
|  | 27.1655 % |

|  | 54.1898 % |

|  | 15.1638 % |

|  | 0.0978 % |

|  | 96.5192 % |

|  | 3.3829 % |

|  | 44.4608 % |

#### Distrito federal II (Nogales)
|  | 24.3978 % |

|  | 58.6066 % |

|  | 13.3372 % |

|  | 0.1174 % |

|  | 96.3417 % |

|  | 3.5408 % |

|  | 43.8833 % |

#### Distrito federal III (Hermosillo)
|  | 28.5030 % |

|  | 59.4248 % |

|  | 9.4251 % |

|  | 0.0756 % |

|  | 97.3530 % |

|  | 2.5713 % |

|  | 48.1319 % |

#### Distrito federal IV (Guaymas)
|  | 25.7211 % |

|  | 61.7416 % |

|  | 8.9633 % |

|  | 0.0422 % |

|  | 96.4260 % |

|  | 3.5316 % |

|  | 56.2201 % |

#### Distrito federal V (Hermosillo)
|  | 41.5284 % |

|  | 48.0865 % |

|  | 8.3044 % |

|  | 0.0705 % |

|  | 97.9193 % |

|  | 2.0100 % |

|  | 54.0239 % |

#### Distrito federal VI (Cajeme)
|  | 19.6192 % |

|  | 66.5281 % |

|  | 11.8633 % |

|  | 0.0641 % |

|  | 98.0107 % |

|  | 1.9251 % |

|  | 50.9079 % |

#### Distrito federal VII (Navojoa)
|  | 19.6099 % |

|  | 67.7714 % |

|  | 9.5626 % |

|  | 0.0327 % |

|  | 96.9440 % |

|  | 3.0231 % |

|  | 55.6506 % |

## Resultados electorales

### Elección presidencial
|  | 0.00 % |

|  | 0.00 % |

|  | 0.00 % |

|  | 0.00 % |

|  | 0.00 % |

|  | 0.00 % |

|  | 0.00 % |

|  | 0.00 % |

|  | 0.00 % |

|  | 0.00 % |

|  | 0.00 % |

|  | 0.00 % |

|  | 0.00 % |

|  | 0.00 % |

### Cámara de Senadores
| Cámara de Senadores                     | Cámara de Senadores                     | Cámara de Senadores                     | Cámara de Senadores                     | Resultados | Resultados | Resultados |
| Candidato                               | Candidato                               | Candidato                               | Partido                                 | Votos      | Porcentaje | Senadores  |
| --------------------------------------- | --------------------------------------- | --------------------------------------- | --------------------------------------- | ---------- | ---------- | ---------- |
|                                         |                                         | —                                       | Partido Acción Nacional                 |            | —          | —          |
|                                         |                                         | —                                       | Partido Revolucionario Institucional    |            | —          | —          |
|                                         |                                         | —                                       | Partido de la Revolución Democrática    |            | —          | —          |
|                                         |                                         | —                                       | Partido del Trabajo                     |            | —          | —          |
|                                         |                                         | —                                       | Partido Verde Ecologista de México      |            | —          | —          |
|                                         |                                         | —                                       | Movimiento Ciudadano                    |            | —          | —          |
|                                         |                                         | —                                       | Movimiento Regeneración Nacional        |            | —          | —          |
|                                         |                                         | —                                       | Candidatos no registrados               | —          | —          | —          |
| Total de votos válidos                  | Total de votos válidos                  | Total de votos válidos                  | Total de votos válidos                  |            | —          | 3          |
| Votos nulos                             | Votos nulos                             | Votos nulos                             | Votos nulos                             |            | —          |            |
| Total de votos emitidos (participación) | Total de votos emitidos (participación) | Total de votos emitidos (participación) | Total de votos emitidos (participación) |            | —          |            |
| Habitantes inscritos                    |                                         |                                         |                                         |            |            |            |
| Población                               |                                         |                                         |                                         |            |            |            |

### Cámara de Diputados
| Cámara de Diputados                     | Cámara de Diputados                     | Cámara de Diputados                     | Cámara de Diputados                     | Resultados | Resultados | Resultados |
| Candidato                               | Candidato                               | Candidato                               | Partido                                 | Votos      | Porcentaje | Diputados  |
| --------------------------------------- | --------------------------------------- | --------------------------------------- | --------------------------------------- | ---------- | ---------- | ---------- |
|                                         |                                         | —                                       | Partido Acción Nacional                 |            | —          | —          |
|                                         |                                         | —                                       | Partido Revolucionario Institucional    |            | —          | —          |
|                                         |                                         | —                                       | Partido de la Revolución Democrática    |            | —          | —          |
|                                         |                                         | —                                       | Partido del Trabajo                     |            | —          | —          |
|                                         |                                         | —                                       | Partido Verde Ecologista de México      |            | —          | —          |
|                                         |                                         | —                                       | Movimiento Ciudadano                    |            | —          | —          |
|                                         |                                         | —                                       | Movimiento Regeneración Nacional        |            | —          | —          |
|                                         |                                         | —                                       | Candidatos no registrados               | —          | —          | —          |
| Total de votos válidos                  | Total de votos válidos                  | Total de votos válidos                  | Total de votos válidos                  |            | —          | 7          |
| Votos nulos                             | Votos nulos                             | Votos nulos                             | Votos nulos                             |            | —          |            |
| Total de votos emitidos (participación) | Total de votos emitidos (participación) | Total de votos emitidos (participación) | Total de votos emitidos (participación) |            | —          |            |
| Habitantes inscritos                    |                                         |                                         |                                         |            |            |            |
| Población                               |                                         |                                         |                                         |            |            |            |